# Bataille de Verdeloma (1820)
Ne doit pas être confondu avec Bataille de Verdeloma (1812).
Guerre d'indépendance de l'Équateur
Batailles
m
Révolution de Quito (1809-1812)
- Paredones
- Verdeloma (1)
- Chimbo
- Mocha
- El Panecillo
- Ibarra (1)

Campagne de Guayaquil (1820-1821)
- Guayaquil
- Camino Real
- Huachi (1)
- Verdeloma (2)
- Tanizahua

Campagne de Quito (1821-1822)
- Yaguachi
- Huachi (2)
- Riobamba
- Pichincha

Rencontre de Guayaquil (26 juillet 1822)
Ibarra (2) (17 juillet 1823)
La bataille de Verdeloma est un affrontement armé qui a eu lieu le 20 décembre 1820 près de Biblián, dans l'actuelle province de Cañar et fait partie des batailles livrées à la suite de l'indépendance de Guayaquil à l'époque des guerres d'indépendance en Amérique du Sud. Les belligérants sont les soldats royalistes appuyant l'Empire espagnol et les forces indépendantistes de la ville de Cuenca qui, suivant l'exemple de Guayaquil, a proclamé son indépendance le 3 novembre 1820. C'est la troisième bataille livrée par les armées d'émancipation équatoriennes sans l'appui de forces extérieures.

## Contexte
Après leur  victoire sur les indépendantistes de Guayaquil lors de la Bataille de Huachi le 22 novembre 1820, les troupes royalistes renoncent provisoirement à attaquer Guayaquil et préfèrent se diriger au sud, vers la ville de Cuenca, afin de libérer totalement la route allant de San Juan de Pasto au Pérou. Les patriotes cuencanos se portent à leur rencontre au niveau de la ville de Biblián, dans l'actuelle province de Cañar.

## Déroulement
Une fois la bataille commencée, le 20 décembre 1820, les indépendantistes manquant de préparation, d'armes, de munitions et d'autres fournitures sont décimés et laissent sur le champ de bataille plus de 400 morts.

## Conséquences
Seconde défaite des indépendantistes après celle de Huachi, la victoire royaliste de Verdeloma permet à ces derniers de reléguer les rebelles dans la région côtière. Elle signifie également la chute de l'éphémère « République de Cuenca », qui n'aura duré que six semaines. Les patriotes capturés sont ramenés à Cuenca où ils sont fusillés pour l'exemple.